# Studynie
Studynie (ukr. Студині) – wieś na Ukrainie, w obwodzie wołyńskim, w rejonie rożyszczeńskim.